# Kemijoki
A Kemijoki (svédül: Kemi älv, északi számi nyelven Giemajohka) a maga 550 km-es hosszúságával Finnország leghosszabb folyója. A folyó Kemijärvin és Rovaniemin keresztülhaladva Kemi és Keminmaa között ömlik a Botteni-öbölbe.
Kemijoki mellékfolyóival a következő sorrendben egyesül: Ounasjokival és Raudanjokival Rovanieminél, Kitinennel és Vuotossal Pelkosennieminél, valamint Tenniöjokival Savukoskinál. A folyó legnagyobb tava Kemijärvi.

## Kemijoki vízerőműi
Az első vízerőmű, az Isohaara 1946-ban épült. Kemijoki és vonzáskörzetében összesen 21 erőmű található, ebből 16 az 1954-ben alapított Kemijoki Oy tulajdona, 5 pedig a Pohjolan Voima Oy cégé. Az erőművek együttes termelése 2003-ban 4,3 TWh volt, ami Finnország teljes vízenergia-termelésének kb 34,5%-a.
| elnevezés     | teljesítmény MW | magasság    | folyó       | helyszín       | tulajdonos           |
| ------------- | --------------- | ----------- | ----------- | -------------- | -------------------- |
| Isohaara      | 106             | 12.2        | Kemijoki    | Kemi, Keminmaa | Pohjolan Voima Oy    |
| Taivalkoski   | 133             | 20.0        | Kemijoki    | Keminmaa       | Kemijoki Oy          |
| Ossauskoski   | 93              | 15.5        | Kemijoki    | Tervola        | Kemijoki Oy          |
| Petäjäskoski  | 154             | 20.5        | Kemijoki    | Rovaniemi      | Kemijoki Oy          |
| Valajaskoski  | 101             | 11.5        | Kemijoki    | Rovaniemi      | Kemijoki Oy          |
| Permantokoski | 11              | 24.0        | Raudanjoki  | Rovaniemi      | Kemijoki Oy          |
| Vanttauskoski | 83              | 22.0        | Kemijoki    | Rovaniemi      | Kemijoki Oy          |
| Kaihua        | 4,2             | 45?         | Kaihuanjoki | Rovaniemi      | Rovakaira Oy         |
| Kaarni        | 1,3             | 19?         | Kaihuanjoki | Rovaniemi      | Rovakaira Oy         |
| Juotas        | 3,8             | 29?         | Juotasjoki  | Rovaniemi      | Keski-Lapin Voima Oy |
| Pirttikoski   | 110             | 26.0        | Kemijoki    | Rovaniemi      | Kemijoki Oy          |
| Seitakorva    | 130             | 24.0 - 17.0 | Kemijoki    | Kemijärvi      | Kemijoki Oy          |
| Jumisko       | 30              | 96.0        | Askanjoki   | Kemijärvi      | Pohjolan Voima Oy    |
| Kokkosniva    | 25              | 11.5        | Kitinen     | Pelkosenniemi  | Kemijoki Oy          |
| Kurkiaska     | 27              | 12.5        | Kitinen     | Sodankylä      | Kemijoki Oy          |
| Kelukoski     | 9,8             | 7.0         | Kitinen     | Sodankylä      | Kemijoki Oy          |
| Matarakoski   | 11              | 7.0         | Kitinen     | Sodankylä      | Kemijoki Oy          |
| Vajukoski     | 21              | 16.0        | Kitinen     | Sodankylä      | Kemijoki Oy          |
| Kurittukoski  | 15              | 11.0        | Kitinen     | Sodankylä      | Kemijoki Oy          |
| Porttipahta   | 35              | 30.0        | Kitinen     | Sodankylä      | Kemijoki Oy          |
| Lokka         | 0,15            | 7.0 - 12.0  | Luiro       | Sodankylä      | Kemijoki Oy          |

Kemijoki és Vuotos találkozásához víztározót terveztek, melynek megvalósítása 1982-ben civil kezdeményezés hatására meghiúsult. A kormány 1992-ben ismét a víztározó megépítése mellett döntött, melyre engedélyt is kaptak 2000. február 29-én. Vaasa Közigazgatási döntőbírósága 2001 júniusában elutasította az építési engedély kérelmet, majd a Legfelső Bíróság ezt az elutasítást helybenhagyta 2002. december 18-án.
Az erőművek építése előtt Kemijoki Európa egyik legnagyobb lazacélőhelye volt, az évi fogás elérte a 160 tonnát is. A lazachalászat főleg a folyó alsó szakaszát érintette, de fontos bevételi forrást jelentett a fentebbi területeken élőknek is.

## Fordítás
- Ez a szócikk részben vagy egészben  a   Kemijoki című finn Wikipédia-szócikk fordításán alapul.  Az eredeti cikk szerkesztőit annak laptörténete sorolja fel. Ez a jelzés csupán a megfogalmazás eredetét és a szerzői jogokat jelzi, nem szolgál a cikkben szereplő információk forrásmegjelöléseként.
- Ez a szócikk részben vagy egészben  a   Kemijoki című angol Wikipédia-szócikk fordításán alapul.  Az eredeti cikk szerkesztőit annak laptörténete sorolja fel. Ez a jelzés csupán a megfogalmazás eredetét és a szerzői jogokat jelzi, nem szolgál a cikkben szereplő információk forrásmegjelöléseként.